# NGC 4393
NGC 4393 ist eine Balkenspiralgalaxie vom Hubble-Typ SBcd im Sternbild Haar der Berenike am Nordsternhimmel, die schätzungsweise 34 Millionen Lichtjahre von der Milchstraße entfernt ist. Das Objekt wurde am 11. April 1785 vom deutsch-britischen Astronomen Wilhelm Herschel entdeckt.
IC 3329 ist ein heller Knoten (H-II-Gebiet) dieser Galaxie. Dieses Objekt wurde am 23. März 1903 von dem deutschen Astronomen Max Wolf entdeckt.